# Đô la Đông Caribe
Đô la Đông Caribe (ký hiệu: $; mã: XCD) là tiền tệ của 8 trong số 9 nước thành viên của Tổ chức các quốc gia Đông Caribbe (Organisation of Eastern Caribbean States, OECS) (trừ quần đảo Virgin thuộc Anh).